# Aznalcóllar
Aznalcóllar è un comune spagnolo di 5 809 abitanti situato nella comunità autonoma dell'Andalusia.